# وسلی آپدایک

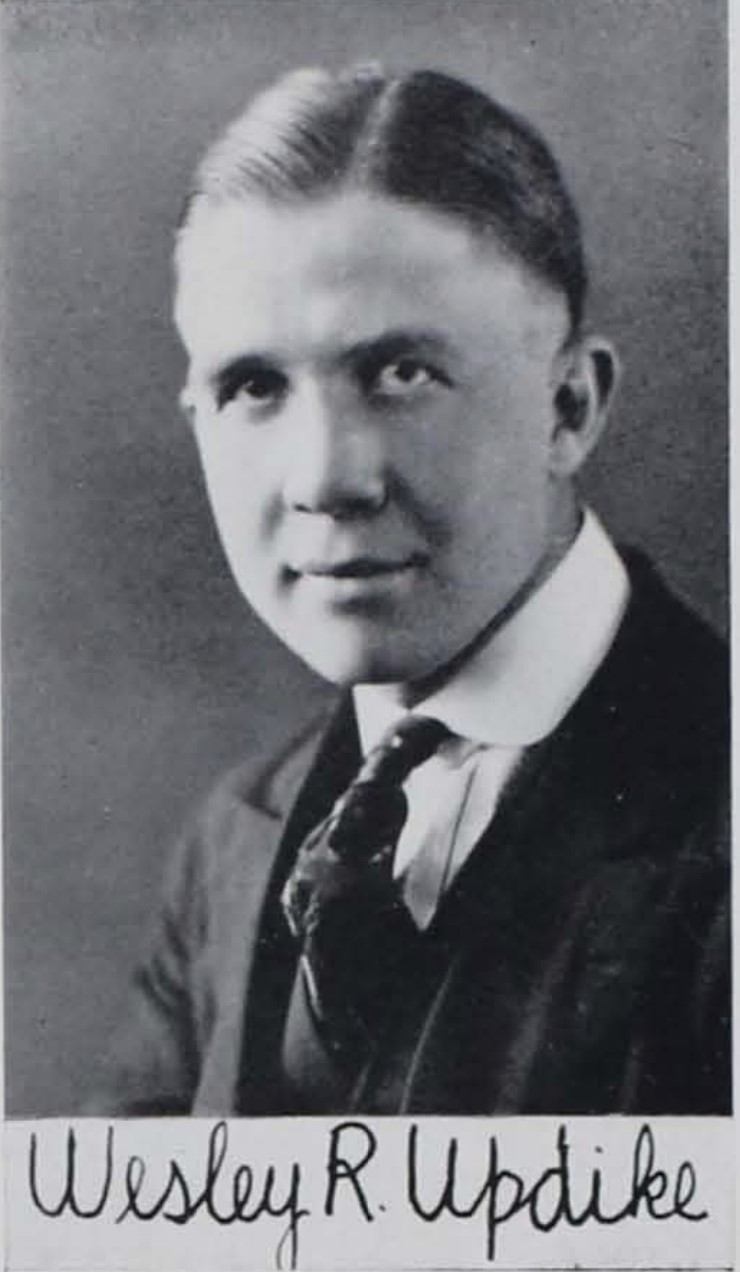
عکس سالنامه اورسینوس وسلی آپدایک ۱۹۲۳

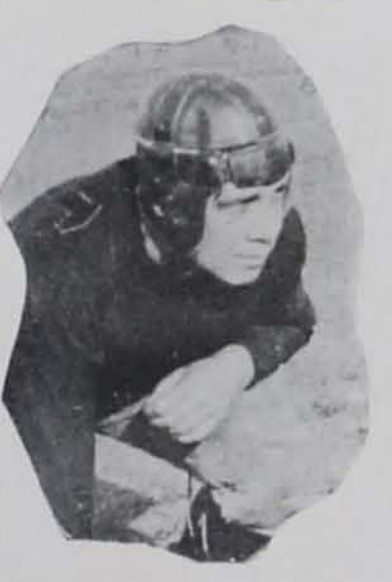
وسلی آپدایک در حال بازی فوتبال در کالج اورسینوس، حدود. دهه ۱۹۲۰

وسلی راسل آپدایک (۱۹۰۰–۱۹۷۲) معلم آمریکایی، سرباز، و پدر نویسندهٔ مشهور جان آپدایک، شوهر نویسنده لیندا گریس هویر آپدایک، و پدربزرگ دیوید آپدایک بود. وسلی آپدایک به عنوان یک الگوی برجسته برای بسیاری از شخصیت‌های اصلی آثار پسرش عمل کرد؛ از جمله به عنوان شخصیت اصلی در قنطورس (۱۹۶۳)، که برنده جایزه ملی کتاب داستانی شد و مشابه تاریخچهٔ خانوادگی آپدایک به‌طور گسترده در "زیبایی نیلوفرها" (۱۹۹۶) است.

## سنین جوانی و تحصیل
وسلی راسل آپدایک در ۲۲ فوریه ۱۹۰۰ در ترنتون، نیوجرسی از مادری به نام ویرجینیا (بلک وود) آپدایک، یک زن ساده‌دل اهل میسوری و هارتلی تیتوس آپدایک، کشیش پروتستان تحصیل کرده پرینستون، که به دلیل بیماری گلو از مشکلات شغلی رنج می‌برد، به دنیا آمد. آپدایک یک برادر بزرگتر به نام آرکیبالد و یک خواهر به نام مری داشت. آپدایک در کودکی به دلیل مشکلات رشدی مرتبط با سوء تغذیه مجبور به پوشیدن بریس بود. در دبیرستان هنگام حمل روزنامه دچار آسیب دیدگی شد و مجبور شد مدرسه را ترک کند، اما یک اهداکننده به او اجازه داد که برگردد و در مدرسه شبانه‌روزی اسقف سنت استفان (که بعدها به نام کالج بارد شناخته شد) برود و آنجا تحصیل کند. در طول جنگ جهانی اول، وسلی آپدایک از ۳۰ اکتبر ۱۹۱۸ تا ۱۳ دسامبر ۱۹۱۸ به عنوان سرباز در سپاه آموزش ارتش دانشجویان خدمت کرد. وسلی آپدایک در سال ۱۹۱۹ با بورس تحصیلی فوتبال در کالج اورسینوس در پنسیلوانیا یک بورسیهٔ فوتبالی گرفت و بعد تخصص خود را در زمینهٔ شیمی و بیولوژی ادامه داد.